# Éric Vial
Éric Vial, né le 8 septembre 1958 à Grenoble, est un historien français, spécialiste de l'Italie contemporaine et notamment de l'émigration antifasciste italienne en France dans l'entre-deux-guerres.

## Biographie
Ancien élève de l'École normale supérieure et membre de l'École française de Rome (1985-1988), agrégé d'histoire (en 1981), Éric Vial a été maître de conférences à l'université de Provence (1988-1997) puis professeur d'histoire contemporaine à l'université Pierre-Mendès-France (Grenoble-II) (de 1997 à 2005) et enseigne à présent à l'université de Cergy-Pontoise. Il est habilité à diriger des recherches depuis 1997.
Tous les ans, depuis 2009, il organise, avec son collègue moderniste François Pernot, de l'université de Cergy, un colloque d'études, les Journées de l'Histoire, au château de la Roche-Guyon. 
Il est traducteur de l’italien et critique dans les domaines de la science-fiction et de l'uchronie avec des articles dans les revues Galaxies et Asphodale et sur le site Quarante-deux.
Il est également membre fondateur de la Société des études sur Fouché et son temps.
Le 25 avril 2017, il fait partie des signataires d'une tribune de chercheurs et d'universitaires annonçant avoir voté Emmanuel Macron au premier tour de l'élection présidentielle française de 2017 et appelant à voter pour lui au second, en raison notamment de son projet pour l'enseignement supérieur et la recherche.
Il est le mari de la latiniste Anne Vial-Logeay (1963-), maîtresse de conférence à l'université de Rouen.

## Publications

### Sur l'histoire de l'Italie
- Une organisation antifasciste en exil: la Ligue italienne des Droits de l'Homme de sa fondation jusqu'à la veille du Front Populaire, EHESS, 1985
- L'union populaire italienne, 1937-1940 : une organisation de masse du Parti communiste italien en exil. Rome : École française de Rome, 2007. Texte remanié de L'émigration politique italienne en France entre les deux guerres (habilitation à diriger des recherches en histoire : Paris, Institut d'études politiques : 1997).
- Guerres, société et mentalités : l'Italie au premier XXe siècle, Paris, Seli Arslan, 2003.
- I fasci in Francia in Il fascismo e gli emigrati, Laterza, 2003
- « Les Italiens en France » in Historiens et Géographes, 2003
- « Un exilé sarde face aux lois antisémites mussoliniennes de 1938 » in Diasporas, 2003
- Turin, l'usine et la ville in Villes en guerre  Colin, 2004
- « L'union populaire italienne à la fin des années 1930. une machine à intégrer ? » in Petites Italies en Europe. Appartenances territoriales à l'ère de l'émigration italienne de masse, Presses universitaires de Valenciennes, 2005
- « L'anticléricalisme dans l'émigration italienne » in Anticléricalisme, minorités religieuses et échanges culturels entre la France et l'Italie Hommage à Jean-Pierre Vallet, L'Harmattan, 2006
- « L'émigration antifasciste italienne en France » in Le Pain, la Paix, la Liberté. Expériences et territoires du Front Populaires, Éditions sociales, 2006
- « L'Italie au lendemain de la Première Guerre Mondiale. Des logiques de guerre civile ? » in Les logiques totalitaires en Europe, Le Rocher, 2006
- Emilio Lussu (1890-1975) Politique, histoire, littérature et cinéma, Maison des Sciences de l'Homme, Grenoble, 2007
- « Le si long mois de Mai italien » in Mai 68 hors de France. Histoire et constructions historiographiques, L'Harmattan, 2009
- « Les immigrés italiens en France. Une immigration catholique en pays catholique ? », Entre France et Italie. Mélanges offerts à Pierette Paravy Presses universitaires de Grenoble, 2009
- « Mario Rigoni Stern. Des limites du plateau d'Asiago à l'universel » in Le roman et la région, Éditions Les Lauzes, 2009
- « L'héritage du Fascisme. L'antifascisme, le communisme et la démocratie » in L'Italie contemporaine de 1945 à nos jours, Fayard, 2009
- La Cagoule a encore frappé! L'assassinat des frères Rosselli, Larousse, 2010
- « Nation et Communisme. L'Union Populaire italienne, une organisation de masse du PCI 1937-40 » in L'idée nationale en Italie. Du processus d'unification aux déchirements de la Guerre Civile, L'Harmattan, 2010
- (it) (avec Alessandro Giacone) I fratelli Rosselli Antifascismo e esilio, Carocci, 2011
- « La surveillance systématique des polices mussoliniennes » pp. 172-192 in Renseignement de l'Antiquité au XXIe siècle. Actes du colloque de la Roche Guyon du 6 février 2016 Editions de l'œil

### Sur l'uchronie et la science-fiction
- Uchronie. L'Histoire telle qu'elle n'a pas été, telle qu'elle aurait pu être  (avec François Pernot)   (Editions de l’œil, 2016)
- Des traductions d'ouvrages italiens comme Metallika de Valerio Evangelisti (Rivages, 2001) ou Le Silence de l'espace de Tommaso Pincio (Gallimard, 2003).
- Sa préface à la première édition de L'histoire revisitée : panorama de l'uchronie sous toutes ses formes d'Éric B. Henriet (Belles Lettres, 1999).
- Ses critiques sur le site Quarante-deux
- Critiques par Éric Vial sur le site NooSFere
- Des conférences comme Questions sur la science-fiction italienne donnée en 2006 à l'occasion du mois de la science-fiction de l’ENS.

### Ouvrages
- Les Noms de villes et de villages, Éditions Belin, 1983, collection « Le Français retrouvé »,  (ISBN 2-7011-0476-9)[2].
- Dictionnaire Fouché (ouvrage collectif) Éditions Sutton, 2019   (ISBN 978-2-8138-1341-1) (il a rédigé 18 articles sur les 126)